# گابریل هاول
گابریل هاول (انگلیسی: Gabriel Howell؛ زادهٔ ۱۹ فوریه ۲۰۰۲) بازیگر اهل بریتانیا است. از نقش‌های تلویزیونی او می‌توان به حضور در مجموعهٔ نتفلیکس اجساد (۲۰۲۳) اشاره کرد. همچنین در فیلم‌های حصار (۲۰۲۲) و چگونه اژدهای خود را تربیت کنیم (۲۰۲۵) نقش‌آفرینی کرده است.

## زندگی اولیه
هاول زادهٔ بریستول، بریتانیا است و در آکادمی سلطنتی هنرهای دراماتیک در لندن آموزش دیده است.

## حرفه

### تئاتر
گابریل هاول در تولید اولیهٔ تئاتر ناآشنا در سال ۲۰۲۲ در افتتاحیهٔ این اثر در تئاتر مینروا، چیچستر، حضور داشت. این نمایش‌نامه توسط استیون موفات نوشته شده و به کارگردانی مارک گیتیس روی صحنه رفته بود. او سپس همراه با گروه تئاتر ناآشنا به اجرای آن در وست اند در تئاتر کرایتورین، لندن در سال ۲۰۲۳ پیوست و در کنار بازیگرانی چون ریس شیراسمیت، آماندا ابینگتون و فرانسس باربر ایفای نقش کرد. دیلی تلگراف بازی هاول در این تئاتر را «آغازِ حرفه‌ایِ بی‌نقص در صحنهٔ تئاتر» توصیف کرد.
او در سال ۲۰۲۴ در تئاتر دربارهٔ چه چیزی صحبت می‌کنیم وقتی دربارهٔ آن فرانک صحبت می‌کنیم، نوشتهٔ نیتن انگلندر، در تئاتر رویال مریلبون روی صحنه رفت. این نمایش به کارگردانی پاتریک ماربر و با حضور جاشوآ مالینا اجرا شد.

## فیلم و تلویزیون
گابریل هاول در فیلم بریتانیایی حصار محصول ۲۰۲۲، که داستان آن در دههٔ ۱۹۸۰ در بریستول می‌گذرد، نقش‌آفرینی کرد. این فیلم به نویسندگی و کارگردانی ویلیام استون و با بازی سالی فیلیپس ساخته شده و بر پایهٔ فیلم کوتاه پیشین همین کارگردان اقتباس شده است.
او در سال ۲۰۲۳ در نقش الیاس در مجموعه نتفلیکس به نام اجساد حضور پیدا کرد و در سال ۲۰۲۴ نیز در مجموعه نایت‌اسلیپر از شبکهٔ بی‌بی‌سی وان در نقش توبی، نابغهٔ رایانه، ایفای نقش کرد.
هاول در فیلم چگونه اژدهای خود را تربیت کنیم (۲۰۲۵) نقش اسنات‌لاوت یورگنسون، رقیب شخصیت هیکاپ، را بازی کرده است.